# Pitsidia
Pitsidia (en griego, Πιτσίδια) es un pueblo de Grecia ubicado en la isla de Creta. Pertenece a la unidad periférica de Heraclión, al municipio de Festo y a la unidad municipal de Tymbaki. En el año 2011 contaba con una población de 666 habitantes.

## Restos arqueológicos
En Pitsidia se ha excavado entre 1988 y 1990 una villa minoica del periodo neopalacial. Consta de un gran edificio de 20,75 x 13 m. Una de las habitaciones de la villa presenta unas características singulares debido a las cuales hay una alta probabilidad de que esta tuviera un carácter religioso. Otra estaba posiblemente dedicada a la producción de cerámica. Algunas de las características estructurales del edificio parecen haberse realizado como medio de protección ante terremotos pero sin embargo se ha deducido que fue precisamente un terremoto la causa de la destrucción final del edificio, en el periodo minoico tardío IB.